# Yehoud Medinata
Pour un article plus général, voir Israël antique.
Ne doit pas être confondu avec État de Judée (Medīnat Yəhuda).
539 av. J.-C. – 332 av. J.-C.
Entités précédentes :
- Civilisation babylonienne : 
 Yehoud (province de Babylone)

Entités suivantes :
- Royaume de Macédoine :
 Cœlé-Syrie

Yehoud Medinata, ou simplement Yehoud est le nom araméen d'une province de l'Empire perse achéménide formée à partir de l'ancien royaume de Juda. Elle est fondée par les exilés judéens revenant de Babylonie. Après la victoire de Cyrus II sur les Babyloniens en 538 av. J.-C., celui-ci permet le retour des exilés en Judée. Les Perses gouvernent cette région pendant environ deux cents ans jusqu'en 323 av. J.-C. et l'époque hellénistique qui voient la conquête d'Alexandre le Grand la faire passer sous domination grecque. Yehoud — la Judée — devient une province de l'Empire perse achéménide et ses habitants sont désormais appelés les Yehoudim — les Juifs. Ceux-ci forment le noyau de la population juive de Judée de la période du Second Temple.
Les frontières de la province de Yéhoud font l'objet d'un débat entre archéologues. Si les frontières nord et est peuvent être simplement définies, les frontières ouest, avec la plaine côtière, et sud, avec l'Idumée, restent plus complexes à identifier par les archéologues.

## L'administration achéménide au Levant
Le récit d'Hérodote décrit sous le règne de  Darius Ier une organisation de l’empire en 20 satrapies. La cinquième satrapie, celle de Transeuphratène, réunit la Syrie, le Levant, dont la Judée, et Chypre. Pourtant, sous Cyrus II, la Babylonie et l'ensemble des territoires perses de Transeuphratène forment une satrapie unique. Cette situation semble perdurer sous Darius Ier malgré le récit d'Hérodote.  Des trois inscriptions monumentales de Darius listant les provinces de l'empire (Inscription de Behistun, Naqsh-e Rostam et Persépolis), aucune ne mentionne encore une satrapie de Transeuphratène séparée de la Babylonie. La  description d’Hérodote reflète un découpage plus tardif de l'empire. La séparation entre la Babylonie et la Transeuphratène n'intervient probablement que sous Xerxès Ier, après la révolte de Babylone et sa destruction en 482 av. J.-C.,
Bien que Zorobabel soit qualifié dans la Bible hébraïque de gouverneur de la Judée dès la fin du VIe siècle av. J.-C., il n'y a pas de trace archéologique de l'existence d'une province indépendante de Judée au début de la période perse. Elle est subordonnée à Samarie. Les Achéménides cherchent d'abord à développer la côte méditerranéenne en encourageant le commerce, notamment maritime. Un réseau de riches centres urbains, de forts et de centres administratifs est établi dès le début de la période perse (fin du VIe siècle) afin de protéger la Via Maris et les routes menant à l'Égypte qui fait alors partie de l'empire perse. Les Achéménides donnent le contrôle de la plaine côtière aux Phéniciens qui dominent alors le commerce maritime. Les rois de Tyr et de Sidon ont l'autorité sur la plaine du Sharon jusqu'à Jaffa comme en témoigne l'inscription du sarcophage d'Eshmunazar, roi de Sidon. Les villes de la côte telles que Tel Shiqmonah, Dor et Arsouf sont peuplées de Phéniciens et dotées d'un certain degré d'indépendance, du moins en ce qui concerne leurs affaires internes et économiques. La rapidité de l'implantation des Phéniciens est le résultat d'une décision officielle des Achéménides.

## La Judée auVesiècleav. J.-C.
Les hautes terres de Judée et de Transjordanie (Ammon, Édom) restent en marge du mouvement d'urbanisation impulsé par les Achéménides. La Judée  ne dispose pas d'aristocratie locale capable d'exercer le pouvoir. Pour cette période, on ne trouve pas à Jérusalem de riches tombes de dynastes locaux. Après les destructions sévères imposées par les Néo-babyloniens, la Judée demeure une province agricole dont l'intérêt pour les Achéménides réside surtout dans la production de denrées pour les villes de la côte, et dans la collecte de taxes dont témoignent les ostraca. De 515 à 445 av. J.-C., les sceaux retrouvés dans les fouilles archéologiques s'inspirent des modèles achéménides. Deux types de sceaux ont été découverts : certains portant le nom Motza et sur d'autres sont représentés des animaux, principalement des lions (Gibéon, Ein Gedi, Ramat Rachel). Si les modèles sont achéménides, la fabrication est locale. Les principales zones de peuplement sont le nord des Monts de Judée et la région de Benjamin. Au Ve siècle, la Judée ne présente pas le même intérêt stratégique que la plaine côtière, elle ne reçoit donc pas la même impulsion économique de la part des souverains perses. 
Jusqu'au milieu du Ve siècle, Mitzpah en Benjamin semble être la capitale provinciale de la Judée. Pendant un siècle après la fin de l'exil, Jérusalem reste une petite ville non fortifiée ne dépassant pas 60 000 m2, et dont la population est estimée à 1 500 habitants sur la base d'un rapport entre la surface d'une agglomération et son nombre d'habitants. Le retour en Judée a été un processus graduel motivé par la présence du Temple qui a attiré les classes d'origine sacerdotale et lévitique. Les troubles politiques qui suivirent la mort des souverains Cambyse II et Darius Ier (fin VIe siècle, début Ve siècle) ont aussi pu pousser les Judéens à rechercher plus de stabilité en Judée et à profiter du commerce agricole avec les villes côtières en plein développement. 
Le pouvoir achéménide laisse la liberté dans l'établissement des nouvelles communautés rurales. La province est caractérisée par une grande diversité ethnique (Judéens, Iduméens, Samaritains, Phéniciens et Grecs).
Le nom Yehoud apparaît au milieu du ve siècle av. J.-C. sur des sceaux et des monnaies. Il est écrit en araméen יהוד, יהד ou seulement יה. Ce changement témoigne d'une réorganisation du gouvernement perse. À partir de cette période, la Judée semble avoir gagné en autonomie. Cette évolution engendre des rivalités dont on trouve un écho dans le Livre de Néhémie. Ces rivalités sont motivées par la perte des droits de certains partis, tels que les Tobiades, sur leurs possessions en Judée.

## La Judée auIVesiècleav. J.-C.
L'influence du gouvernement achéménide sur le sud de la Judée s'intensifie à partir de la fin du Ve siècle, lorsque les Achéménides perdent le contrôle de l'Égypte à la suite du soulèvement d'Amyrtée. Le sud de la Judée devient une frontière sensible. L'administration locale est réorganisée pour protéger les routes du sud de la Shéphélah et du nord du Néguev. Cette nouvelle politique se traduit par une intervention stricte de l'autorité impériale. 
Au cours du IVe siècle, les frontières des provinces de Judée et d'Idumée sont définies. Trois centres de gouvernement locaux sont établis à Lakish, Bet Zur et Ramat Rachel. Une ligne de forteresses perses est construite dans le nord du Néguev, avec d'ouest en est : Tel Gamma, Tel Haror, Tel Sera (strate III) et Tel Halif (strate V). Ces places fortes situées sur la même latitude et séparées les unes des autres de 10 à 15 km sont certainement liées à la nouvelle politique vis-à-vis de l'Égypte. D'autres forteresses protègent les routes du commerce avec l'Arabie et permettent de surveiller l'Égypte. Ces forteresses perses du Néguev sont Horvat Rogem, Horvat Ritma, Metzad Nahal Ha-Roa, Horvat Mesora et peut-être la ligne Tel Arad, Tel Beer Sheva et Tel Farah (sud) à 30 km au nord des précédentes.
La Judée n'est cependant pas une province importante au sein de l'empire perse et elle est absente de la liste des peuples de l'empire dans l'inscription (A2Pa) de la tombe d'Artaxerxès II.
Avec la disparition de la lignée de David, la maison des grands prêtres garde seule le contrôle de la Judée. La prêtrise constitue une sorte de noblesse juive. Au IVe siècle av. J.-C., Yehoud est devenue une théocratie dirigée par des grands prêtres héréditaires et par un gouverneur souvent d'origine juive nommé par les Perses, responsable de l'ordre et assurant le paiement du tribut. L'importance du statut du grand prêtre est attestée par la découverte de monnaies judéennes du IVe siècle av. J.-C. portant le nom du grand prêtre Yohanan (« יוחנן הכהן »). C’est également à Yohanan que les membres de la communauté juive d'Éléphantine écrivent pour obtenir un soutien afin de reconstruire le temple juif d'Éléphantine.

## Jérusalem à l'époque perse
L'idée d'un retour de masse en Judée véhiculée par Livre d'Esdras n'est pas confortée par l'archéologie. Un siècle après la fin de l'exil, différentes factions se sont constituées à Jérusalem. Le Livre d'Esdras sert alors de soutien idéologique à une faction et à une forme de judaïsme, et il s'appuie pour cela sur l'idée d'un retour en masse des exilés.
Après les sévères destructions des Néo-Babyloniens, Jérusalem ne redevient une capitale provinciale qu'à partir de la fin du Ve siècle. Loin d'un retour en masse, ce processus est graduel et le Temple de Jérusalem y joue un rôle central. Jérusalem  redevient un centre de pouvoir non seulement grâce au rôle cultuel du Temple, mais aussi grâce à la collecte des impôts associés au Temple. Le rôle économique autant que religieux du Temple est décisif dans ce processus. Il reste interne à la société juive car les Achéménides ne semblent pas avoir eu de raison d'encourager le développement de cette ville des monts de Judée, même s'ils ne s'y sont pas opposés. Jérusalem ne connaîtra un développement important qu'à l'époque hellénistique.
Alors qu'un centre de gouvernement se situe à Mitzpah en Benjamin, Jérusalem met au moins un siècle avant de retrouver son statut de centre de pouvoir.

## Culture et élaboration de l'histoire biblique
La période perse pose les fondations de la religion juive. Selon la tradition rabbinique, c'est la période où la Grande Assemblée travaille à la fixation du canon biblique. Culturellement, cette période voit le remplacement de l'hébreu par l'araméen comme langue usuelle des Judéens, bien que l'hébreu serve toujours pour dans la religion et dans la littérature.
Cyrus II, puis son fils Cambyse II, encouragent le retour des exilés et laissent une large autonomie aux élites locales (sans implanter d'immigrés non israélites). Ces élites, imprégnées des idées deutéronomiques, d'un statut social et économique élevé, proviennent de la communauté des exilés. Yehoud constitue probablement, dans la politique de Cyrus et Cambyse, un tampon entre la Perse et l'Égypte. Yehoud est désormais gouverné, politiquement, par des hauts-commissaires désignés par l'autorité perse et, religieusement, par les prêtres. Il s'agit d'un changement crucial puisque toute trace de la monarchie davidique a disparu. 
Pour le bibliste Frank Moore Cross, l'histoire deutéronomique comporte 2 versions : la version (Dtr1) datant de Josias, la version (Dtr2) étant postexilique. La seconde version poursuit l'histoire après la mort de Josias et explique théologiquement pourquoi l'histoire du pieux Josias se conclut de façon sanglante : la responsabilité est attribuée à l'abominable Manassé, Josias ayant retardé le mieux possible l'inévitable sanction. 
Selon le Livre d'Esdras (Esd 4,3), le Second Temple de Jérusalem est reconstruit et la reconstruction par Zorobabel, lointain descendant de David, avec le grand prêtre Josué, s'achève en 516 av. J.-C.. Esdras, puis Néhémie, appliquent strictement la loi deutéronomique et veillent, en particulier, à faire respecter l'interdiction faite aux Juifs d'épouser des femmes étrangères . Préoccupés par les questions de pureté et d'assimilation, ils établissent une frontière claire entre le peuple juif et ses voisins.  
L'élite religieuse au pouvoir, à Jérusalem, fournit très probablement la source « P », en grande partie postexilique, de la Bible. L'histoire du «  tombeau des Patriarches », dans la grotte d'Hébron, prend une résonance particulière avec la perte de la ville, désormais en territoire édomite. C'est aussi la source « P » qui situe l'origine d'Abraham à Ur, en Chaldée, lieu de savoir d'une très haute antiquité, mais aussi centre religieux important, à partir de 550 av. J.-C., sous le roi Nabonide . Les textes insistent sur l'idée de la centralité de Juda et promeuvent sa supériorité sur ses voisins. Enfin, toujours à propos de l'influence de cette élite cléricale, on remarque que le récit biblique de l'Exode comporte une série de points communs avec la situation des rapatriés de Babylone  : un séjour très dur à l'étranger pendant lequel ils ont perdu leur liberté, la déroute militaire de ceux qui les gardaient captifs, leur retour en grand nombre, en traversant le désert, dans leur pays où, à cause de l'occupation étrangère, entourés de populations hostiles, ils ne retrouvent qu'une partie seulement de la « Terre promise ».
Une trace de la tension entre Jérusalem et les Benjamites au début de l'époque perse (Ve siècle) est conservée dans les polémiques autour de la Maison de Saül. Selon le Livre de Samuel, c'est à Mitzpah que Saül est désigné comme roi. Même si toute trace de la Maison de Saül a disparu bien avant l'exil, la mise en avant de celui qui a été le premier roi sur tout Israël peut traduire la volonté de la région de Benjamin d'exercer un contrôle sur la Judée et de contester la légitimité du pouvoir de la seule descendance davidique. Le rédacteur du Livre des Chroniques se montre très hostile vis-à-vis du roi Saül, quitte à modifier les récits du Livre de Samuel pour amplifier les critiques et effacer ses mérites. À l'inverse, le livre d'Esther tend à réhabiliter la maison de Saül. Mardochée et Esther, de la tribu de Benjamin, combattent victorieusement Haman l'Agagite, là où Saül, dans son combat contre Agag, a perdu le soutien divin. La localisation du tombeau de Rachel à Bethléem, en territoire de Juda, traduit également l'ascendant que Jérusalem veut prendre sur le territoire de Benjamin à l'époque perse. En effet après le récit de la Genèse (35:18) et du Livre de Samuel (10:2), le tombeau de Rachel était vraisemblablement situé en Benjamin, au nord de Jérusalem, et non en Juda.